# Schieferstollen
De Schieferstollen (letterlijk: Leisteenmijn) is een historische leisteengroeve in de tot de Luikse gemeente Sankt Vith behorende plaats Recht, gelegen aan Zum Schieferstollen.

## Geschiedenis
Vanaf de zeventiende eeuw werd hier in dagbouw leisteen gewonnen. Het betrof de winning van de zogenaamde Rechter Blaustein die goede kwaliteiten uitwees op het gebied van weerbestendigheid, zuurbestendigheid en dergelijke. De steen werd gebruikt voor looitroggen, zuurkoolkuipen, voedertroggen, gootstenen en dergelijke.
Op een gegeven moment kwamen Tiroler steenhouwersfamilies, uit de omgeving van Kappl, naar Recht, zoals de families Graff, Starck, Zangerle en Meyer. Dezen brachten niet alleen de leisteenwinning tot grote ontwikkeling, maar vervaardigden ook voorwerpen uit de leisteen, zoals grafkruisen en delen van kerkmeubilair.
Midden jaren '80 van de negentiende eeuw besloten de gebroeders Margraff om mijngang en te slaan, omdat ze daar leisteenafzettingen vermoedden die ten behoeve van dakleien gewonnen konden worden. In 1886 begon men met de bovenste mijngang, en van 1890-1895 werkte men aan de benedenste mijngang, die 60 meter onder het aardoppervlak verloopt. Met behulp van buskruit werd deze gang verder in de rots gedreven en pas na 300 meter werd een winbare afzetting aangeboord.
Deze afzetting werd met mijnbouwtechnieken gewonnen. De blokken, elk 750 kilo zwaar, werden met treintjes naar buiten gebracht. Er werden tot 14 meter hoge zalen uitgehouwen. Het probleem was echter dat 80% van het gesteente niet de juiste kwaliteit had voor het maken van dakleien: het kon moeilijk gespleten worden. Dit is de reden dat de mijn na enkele decennia, nog voor het uitbreken van de Eerste Wereldoorlog, werd gesloten.
De mijn verschafte werk aan een 25-tal mensen. Daarnaast gaf het bewerken van de leisteen gaf werkgelegenheid aan nog eens tientallen steenhouwers.
Naast de Rechter Blaustein werd in Schieferstollen ook coticule gewonnen, een natuurlijke wetsteen, een metamorf gesteente ontstaan in het ordovicium (480 miljoen jaar geleden) uit grijsgele vulkanische assen en klei, waarin zich harde granaten bevinden.

## Heden
Einde 20e eeuw werd begonnen om de mijn voor het publiek toegankelijk te maken en vanaf 2007 werden er weer rondleidingen gegeven. In 2017 werd ook het blauwsteenmuseum geopend. Hier vindt men voorwerpen uit leisteen, namelijk kerkelijke voorwerpen, huishoudelijke voorwerpen, en voorwerpen ten behoeve van de bouw. Ook de benodigde gereedschappen en dergelijke vindt men daar tentoongesteld.